# セルゲイ・スタンケーヴィチ
セルゲイ・ボリソヴィチ・スタンケーヴィチ（スタンケーヴィッチ、スタンケービッチ、Сергей Борисович Станкевич、Sergeii Borisovich Stankevich、1954年2月25日 -  ）は、ソビエト連邦およびロシアの歴史学者、政治家。歴史学博士。ウクライナ人。モスクワ州シチョルコヴォ Щёлково出身。

## 経歴・概要
1977年レーニン名称モスクワ教育大学史学科を卒業する。1990年以前はソ連科学アカデミー世界史研究所上級研究員として歴史研究に携わる。1987年ソ連共産党に入党。1989年ソ連人民代議員および最高会議代議員に選出され、最高会議では法制委員会に所属した。この時期に急進改革派グループである地域間代議員グループに所属する。
1990年3月モスクワ市人民代議員ソビエト副議長に選出される。1991年ソ連8月クーデターでは、エリツィン陣営に参加し、共産党を離党。クーデター失敗後は、ソ連国家保安委員会のあるルビヤンカ広場のフェリックス・ジェルジンスキー像を倒す市民を組織化したと伝えられる。また、クーデター後、活動停止命令を受けたソ連共産党中央委員会ビルの閉鎖と党中央委員会機構の立ち退きを実施した。
1991年から1993年までロシア公共政治センター（ロシア社会政治センター）所長を務める傍ら、1991年8月からはロシア共和国国家顧問として公共政策の諮問に与る。1992年2月から5月まで政務担当の国家顧問。5月から9月まで民族問題に関してエリツィン大統領の顧問を務めた。1992年9月から1993年12月まで政務担当大統領顧問。1993年12月から1995年までロシア連邦議会下院国家会議議員に穏健改革派のロシアの統一と合意党から立候補し当選する。
1995年4月検察庁は収賄容疑でスタンケーヴィチに対して国家会議に逮捕許可を請求したが、議員の不逮捕特権のため逮捕はできなかった。11月スタンケーヴィチは家族とともにロシアを出国するが、モスクワ検察庁はスタンケーヴィチに対して逮捕状を出すに至った。1997年ポーランド当局によって身柄を拘束されるが、ポーランド政府はロシアへの送還を拒否した。1998年ポーランド政府から政治亡命者としてポーランド国内の自由滞在を許可される。結局、1999年11月27日に告訴は取り下げられ、ロシアに帰国した。2000年民主ロシアに参加し、党代表に選出された。2001年右派勢力同盟に参加している。

## 作品と業績
スタンケーヴィチはポーランド語と英語に堪能である。歴史学者としての専門はアメリカ政治史で、アメリカ合衆国の政治史に関して30以上の論文と著書を物している。『Неформалы. Социальные инициативы』（1990年）刊行に当たってはスポンサーとなった。また、同じ1990年にはアメリカ国際リーダーシップセンターから表彰を受けている。